# Erzeparchie Lemberg (Ukrainer)

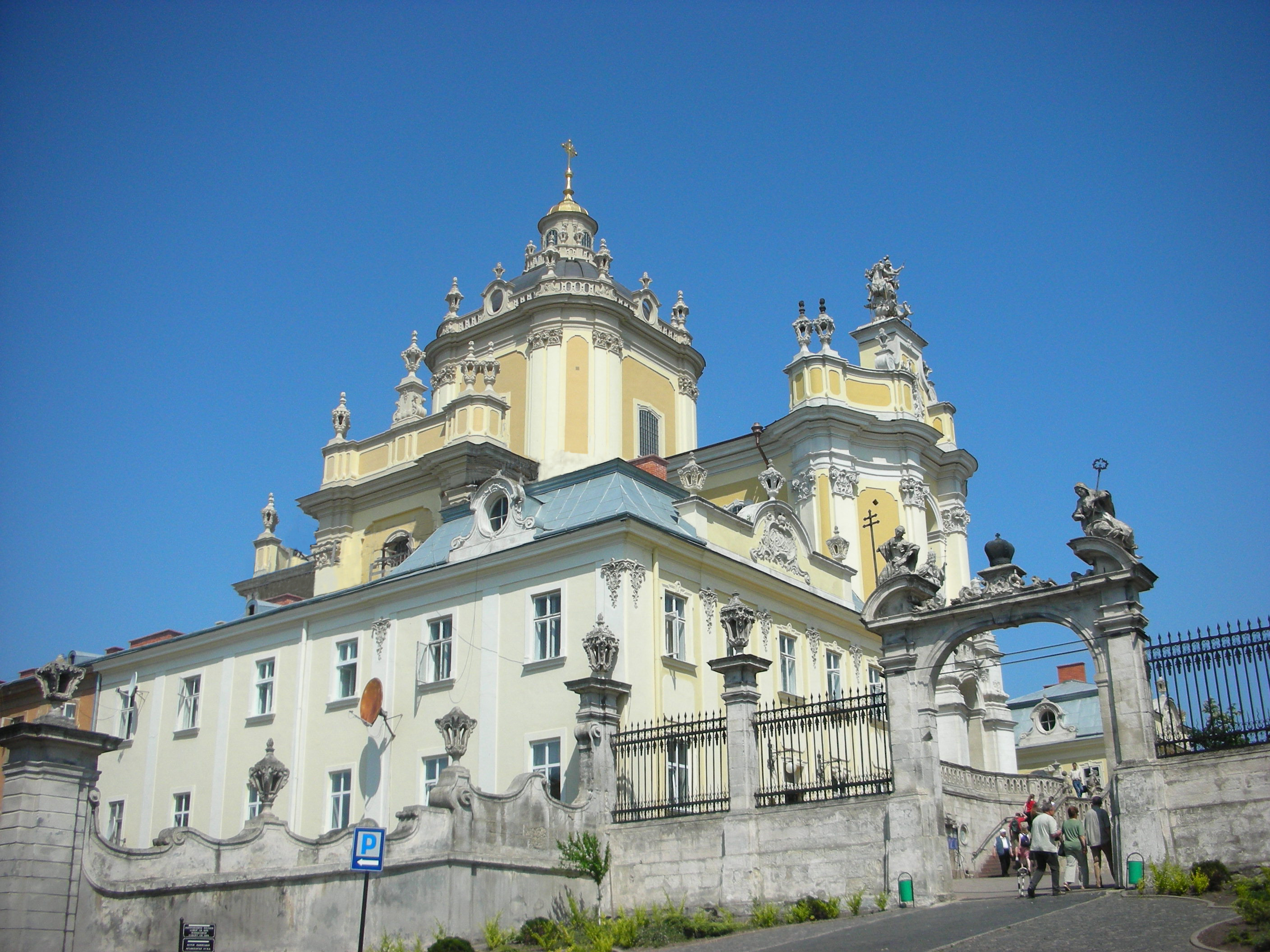
Sankt-Georgs-Kathedrale

Die Erzeparchie Lemberg (lateinisch Archieparchia Leopolitana Ucrainorum, ukrainisch Львівська архієпархія Lwiwska archijeparchija) ist eine im Westen der Ukraine gelegene Erzdiözese der ukrainischen griechisch-katholischen Kirche mit Sitz in Lemberg. Das Gebiet der Diözese umfasst den zentralen Teil der Oblast Lwiw, dessen Bewohner zu 76 Prozent griechisch-katholisch sind. 

## Geschichte
Die Eparchie entstand im Jahre 1539 (während der polnischen Herrschaft in Galizien) durch die Verlegung des Sitzes der orthodoxen Diözese Halytsch, die Mitte des zwölften Jahrhunderts errichtet worden und von 1303 bis 1401 (Verlegung nach Kiew) Metropolitansitz gewesen war.
Der Kirchenunion von Brest aus dem Jahr 1596 schloss sie sich zunächst nicht an, kam aber 1677 in volle Gemeinschaft mit der katholischen Kirche.
Durch die erste polnische Teilung kam das Gebiet 1772 politisch zum Habsburgerreich. Papst Pius VII. vereinigte die Eparchie Lemberg mit der Apostolischen Konstitution In universalis Ecclesiae  am 22. Februar 1807 mit der Eparchie Halytsch und erhob sie zum Metropolitanbistum der Eparchien Chełm und Przemyśl. Erster Metropolit von Lemberg war Antoni Angelowicz. Am 26. März 1885 verlor die Erzeparchie Lemberg Teile ihres Territoriums an die neu errichtete Eparchie Stanislau (heute Iwano-Frankiwsk). 
Während der russischen Besetzung Ostgaliziens im Ersten Weltkrieg wurde der Metropolit Andrej Scheptyzkyj gefangen genommen und in Russland inhaftiert. Nach dem Zerfall Österreich-Ungarns am Ende des Ersten Weltkriegs unterstützte der griechisch-katholische Klerus die Gründung der Westukrainischen Volksrepublik, die jedoch im Polnisch-Ukrainischen Krieg der wiedererrichteten Polnischen Republik unterlag. Unter polnischer Herrschaft wurde die Griechisch-Katholische Kirche in Galizien der Unterstützung für ukrainische Separatisten verdächtigt und verfolgt. Auch Erzbischof Scheptyzkyj wurde kurzfristig interniert. 1929 wurde die griechisch-katholische Theologische Akademie in Lemberg eröffnet, eine Vorläuferin der heutigen Ukrainischen Katholischen Universität. Ihr erster Leiter war der spätere Erzbischof Jossyf Slipyj.
Am 9. und 10. März 1946 inszenierten die sowjetischen Behörden eine falsche Synode, bei der sie 216 in die Sankt-Georgs-Kathedrale vorgeladene Priester zwangen, einen Verzicht auf die Union von Brest zu unterzeichnen und sich der Russisch-Orthodoxen Kirche anzuschließen. Die im Untergrund weiter aktive griechisch-katholische Kirche wurde verfolgt und hatte unter Folter und Deportation ihrer Geistlichen zu leiden. Einige wurden zu Märtyrern und Seligen ausgerufen und gehören zu den „Fünfundzwanzig Seligen der griechisch-katholischen Kirche“. Der Erzbischof von Lemberg Jossyf Slipyj war von 1945 bis 1963 in Sibirien interniert, dann durfte er nach Italien ausreisen und leitete die Kirche aus dem Römischen Exil. Am 23. Dezember 1963 erhob der neugewählte Papst Paul VI. die Erzeparchie Lemberg zum Großerzbistum. 
In der Zeit der Glasnost in den letzten Jahren der Sowjetunion wurde das Verbot der griechisch-katholischen Kirche 1989 aufgehoben, Großerzbischof Myroslaw Ljubatschiwskyj kehrte 1991 aus dem Exil nach Lemberg zurück. Im Zuge einer Ausdifferenzierung der Kirchengliederung nach der Unabhängigkeit der Ukraine wurden Teile des bisherigen Territoriums des Großerzbistums Lemberg 1993 als neue Suffragan-Eparchien Sambir-Drohobytsch, Ternopil und Sboriw ausgegliedert. Am 25. November 1995 wurde aus einem Teil seines bisherigen Territoriums das Apostolische Exarchat Kiew-Wyschhorod errichtet. Am 21. Juli 2000 verlor das Großerzbistum Teile seines Territoriums an die künftige Suffragan-Eparchie Sokal-Schowkwa. 
Auf Betreiben des Großerzbischofs Ljubomyr Husar wurde das Zentrum der Ukrainischen griechisch-katholischen Kirche 2004 von Lemberg in die Hauptstadt Kiew verlegt und dazu das neue Großerzbistum Kiew-Halytsch errichtet. Lemberg wurde im Gegenzug auf den Status einer Erzeparchie reduziert und verlor zunächst auch den Status des Metropolitanbistums. Das Bistumsgebiet umfasst seither nur noch den zentralen Teil der Oblast Lwiw (in der Karte rechts gelb dargestellt). Zum neuen Erzbischof von Lemberg wurde am 10. November 2005 Ihor Wosnjak ernannt. Am 29. November 2011 wieder in den Stand eines Metropolitanbistums erhoben, dem als Suffragane die Eparchien Sambir-Drohobytsch, Sokal-Schowkwa und Stryj unterstehen.